# Nippon Sharyo
A Nippon Sharyo, Ltd. (日本車輌製造株式会社; Hepburn: Nippon Sharyō Seizō kabushiki gaisha, ’szó szerint "Japán járműgyártó vállalat", Japánon kívül korábban Nippon Sharyo Seizo Kaisha, Ltd. néven ismert’) 1896-ban alakult, a japán Nagoja városában székelő jelentős gördülőállomány-gyártó vállalat. Nevét 1996-ban "日本車両"-ra rövidítette le. Nippon Sharyō. A legrövidebb rövidítése a Nissha "日車". 2004-ig a Nikkei 225-ben jegyzett vállalat volt. A tokiói tőzsdén és a nagojai tőzsdén 7102-es tickerként jegyzik. 2008-ban a Central Japan Railway Company (JR Central) lett a pénzügyi nehézségekkel küzdő Nippon Sharyo többségi részvényese (50,1%), így a cég a JR Central "konszolidált leányvállalatává" vált. 2012 júliusában a Nippon Sharyo USA megkezdte a gyártást az Illinois állambeli Rochelle-ben található új üzemében. A létesítmény 2018. október végén a megrendelések hiánya miatt bezárt.

## Termékek

### Japán
- Sinkanszen motorvonatok:
  - Sinkanszen 0-s sorozat
  - Sinkanszen 100-as sorozat
  - Sinkanszen 200-as sorozat
  - Sinkanszen 300-as sorozat
  - Sinkanszen 500-as sorozat
  - Sinkanszen 700-as sorozat[3]
  - Sinkanszen N700-as sorozat
  - Sinkanszen E2